# 사상고등학교
사상고등학교(沙上高等學校)는 대한민국 부산광역시 사상구 덕포동에 있는 공립 고등학교이다.

## 학교 연혁
- 2006년 10월 2일 : 사상고등학교 설립 확정
- 2007년 10월 31일 : 부산광역시립학교 조례 공포(18학급) 및 설립
- 2008년 3월 1일 : 초대 조현영 교장 취임
- 2008년 3월 4일 : 제1회 입학식(6학급 231명)
- 2009년 11월 9일 : 자율형 공립고 지정
- 2019년 8월 26일 : 자율형공립고등학교 재지정(2020년~2024년)
- 2023년 3월 1일 : 부산형 자율교육과정 모델학교 지정 운영
- 2023년 12월 28일 : 제14회 졸업식(130명, 누계 2,948명)
- 2024년 3월 1일 : 제6대 진영배 교장 취임
- 2024년 3월 1일 : 부산형 인터넷 강의 선도학교 지정 운영
- 2024년 3월 4일 : 제17회 입학식(149명)

## 참고 자료
- 사상고등학교 - 한국교육학술정보원 학교알리미